# Black Cobra 3 - Manila Connection
Black Cobra 3 - Manila Connection è un film italiano del 1989 diretto da Edoardo Margheriti (con lo pseudonimo di Dan Edwards). É il terzo film della saga di Black Cobra cominciato con The Black Cobra (1987) e The Black Cobra 2 (1988). La saga si è conclusa nel 1991 con Black Cobra 4 - Detective Malone.

## Trama
Nelle Filippine un poliziotto americano Hawkins viene ucciso mentre indagava su un carico di armi americane rubate. E il collega di Chicago Robert Malone indaga insieme all'agente dell'Interpol Greg Duncan, viaggiando per le strade di Manila, alla ricerca di indizi.